# خشم (رمان سلمان رشدی)
خشم (انگلیسی: Fury) هفتمین رمان سلمان رشدی است که در سال ۲۰۰۱ منتشر شد. رشدی در این رمان شهر نیویورک معاصر را به عنوان کانون جهانی شدن و تمام کاستی‌های غم‌انگیزش به تصویر می‌کشد.